# 핀과 제이크의 어드벤처 타임 시즌 7
《핀과 제이크의 어드벤처 타임》의 일곱 번째 시즌은 2015년 11월 2일부터 2016년 3월 19일까지 미국 카툰 네트워크에서 방영되었다. 프레드레이터 스튜디오와 카툰 네트워크 스튜디오에서 제작한 이 작품은 종말 이후의 세상인 우 랜드에서 사는 인간 소년 핀과, 마법의 힘으로 몸의 크기와 모양을 자유자재로 변화시킬 수 있는 개 제이크의 모험을 다루고 있다.
톰 허피치, 스티브 울프하드, 수 킴, 솜빌레이 제이어폰, 제시 모이니핸, 애덤 무토, 아코 카스투에라, 샘 올던, 안드레스 살라프, 한나 K. 니스트롬, 루크 피어슨, 라일 파트리지, 크리스 무카이, 그레이엄 폴크, 켄트 오즈번이 스토리보드 작가를 맡았다. 시즌 7에서는 마르셀린의 과거 이야기에 대해 다룬 8부작 미니시리즈 《Stakes》(더빙명 《마르셀린 이야기》)가 함께 방영되었다. 객원 애니메이터 커스턴 레포어가 제작한 스톱모션 에피소드인 〈Bad Jubies〉도 선을 보였다.
첫 화 〈Bonnie & Neddy〉는 107만 명의 시청자 수를 기록하며 지난 시즌 대비 많은 하락세를 보였다. 미니시리즈 《Stakes》는 평균 180만 명이 시청하며 선방하였고, 마지막 화 〈The Thin Yellow Line〉은 115만 명이 시청하며 역대 시즌 피날레 중 최저를 기록하였다. 제68회 프라임타임 에미상에서는 〈The Hall of Egress〉가 단편 애니메이션 부문에서 수상하였으며, 톰 허피치와 제이슨 코왈스키는 개인 부문에서 상을 수상하였다. 〈Bad Jubies〉는 애니상 최고의 TV 어린이 애니메이션 부문에서 상을 받았다. 이번 시즌의 DVD는 2017년 7월 18일 발매되었다.

## 개발

### 설정
이 작품은 종말 이후의 세상인 우 랜드에서 살고 있는 인간 소년 핀과, 마법의 힘으로 몸의 크기와 모양을 자유자재로 변화할 수 있는 개 제이크의 모험을 다루고 있다. 그 외 주요 등장인물로는 버블검 공주, 얼음 대왕, 뱀파이어 여왕 마르셀린 등이 있다. 주된 에피소드 전개로는 핀과 제이크가 이상한 생명체를 조사하거나 얼음 대왕과 상대하고, 다른 이들을 돕기 위해 괴물들을 무찌르는 이야기 등이 있다. 이번 시즌에서는 캔디 왕국에서 추방당한 버블검 공주가 왕국을 되찾는 이야기와 자신의 뱀파이어 본성을 청산하려는 마르셀린에 대해 이야기한다.

### 제작

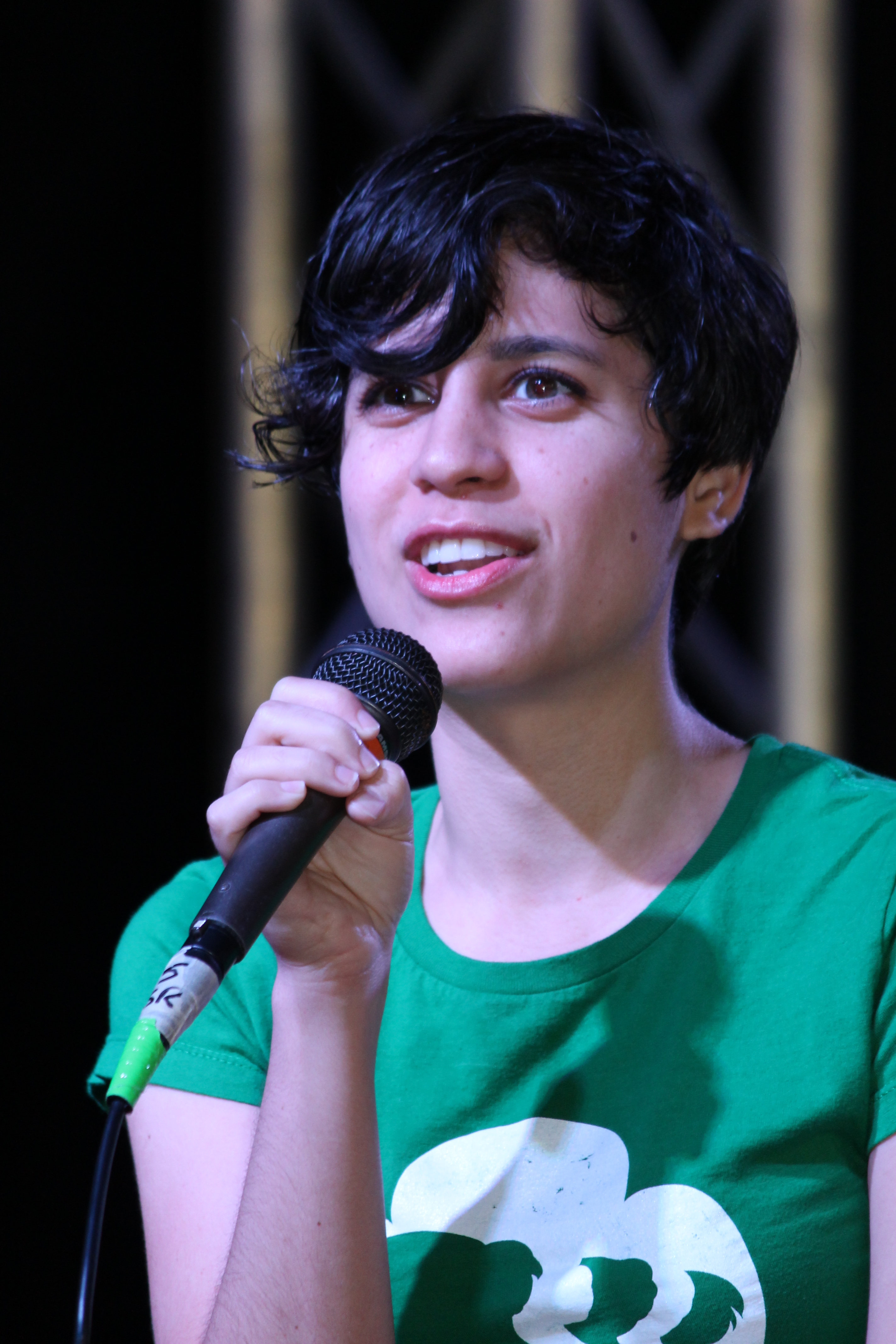
이번 시즌의 스토리 아웃라인을 맡은 애슐리 버치.

《더 할리우드 리포터》의 보도에 따르면 2014년 7월 25일, 《어드벤처 타임》의 일곱 번째 시즌 제작이 확정되었다. 9월 26일 톰 허피치는 자신과 스티브 울프하드가 제작진들에게 피칭하는 모습을 텀블러에 올리며, 스토리보드 작업이 이미 시작되었음을 암시하였다. 2015년 8월 9일 쯤에는 시즌 7 제작이 거의 완료 되어 제작진 대다수가 시즌 8 제작으로 넘어갔다. 2015년 개최된 뉴욕 코믹콘에서 무토는 이번 시즌은 "등장인물에 대한 간단한 스토리"에 집중하였다고 밝혔다. 특히 격렬하면서 철학적이었던 지난 시즌과는 거리를 두었으며, 철저히 코미디에 초점을 두었던 초기 시즌으로의 퇴보는 없을 것이라고 말하였다.
원래 시즌 7은 〈Bonnie & Neddy〉부터 〈Reboot〉까지 총 39편으로 구성되어 있었다.  그러나 각종 스트리밍 사이트에는 스물여섯 번째 에피소드 〈The Thin Yellow Line〉가 시즌 7의 마지막 회차로 업로드되었다. 이후 카툰 네트워크는 남은 13편의 에피소드인 〈Broke His Crown〉부터 〈Reboot〉까지를 시즌 8로 분류하였다. 이러한 에피소드 분류는 2017년 8월 18일 발매된 DVD에서도 동일하게 유지되며 확정되었다.
이번 시즌에서는 객원 애니메이터 커스턴 레포어가 제작한 스톱모션 에피소드인 〈Bad Jubies〉가 방영되었다. 레포어는 과거 프레더레이터 스튜디오에서 단편 스톱모션 애니메이션을 제작한 이력이 있었다. 2015년 6월 19일 안시 국제 애니메이션 영화제에서는 〈Bad Jubies〉의 일부가 정식 방영 이전에 먼저 선공개되었다.
톰 허피치, 스티브 울프하드, 수 킴(Seo Kim), 솜빌레이 제이어폰(Somvilay Xayaphone), 제시 모이니핸, 애덤 무토, 아코 카스투에라, 샘 올던(Sam Alden), 안드레스 살라프(Andres Salaff), 한나 K. 니스트롬(Hanna K. Nyström), 루크 피어슨, 라일 파트리지(Lyle Partridge), 크리스 무카이(Kris Mukai), 그레이엄 폴크(Graham Falk), 켄트 오즈번이 스토리보드 작가를 맡았다. 영국 출신 애니메이터 루크 피어슨은 시즌 5에서 제이어폰과 함께 작업한 경험이 있었는데, 이번 시즌에서는 파트리지와 함께 두 에피소드를 제작하였다. 시즌 5 이후 스토리보드 작가직에서 물러난 아코 카스투에라 역시 세 편의 에피소드를 모이니핸과 함께 제작하였다.
작품 창시자인 펜들턴 워드는 이번 시즌에서 스토리 아웃라인 작업에 일부 참여하기도 하였으나, 오즈번은 2014년 11월 이후부터는 워드가 적극적인 개입을 하지 않고 있다고 밝혔다. 그는 워드가 전반적인 관리를 주로 담당하며 때때로 가이드 정도만 하고 있으며, (취소된) 극장판 제작에 더욱 집중하고 있다고 언급하였다. 2015년 2월에는 애슐리 버치가 스토리 아웃라인을 위해 새로 투입되었다. 버치는 정식 제작진이 이전, 지난 시즌에서 일부 캐릭터의 성우를 맡은 바가 있었다.

### 미니시리즈

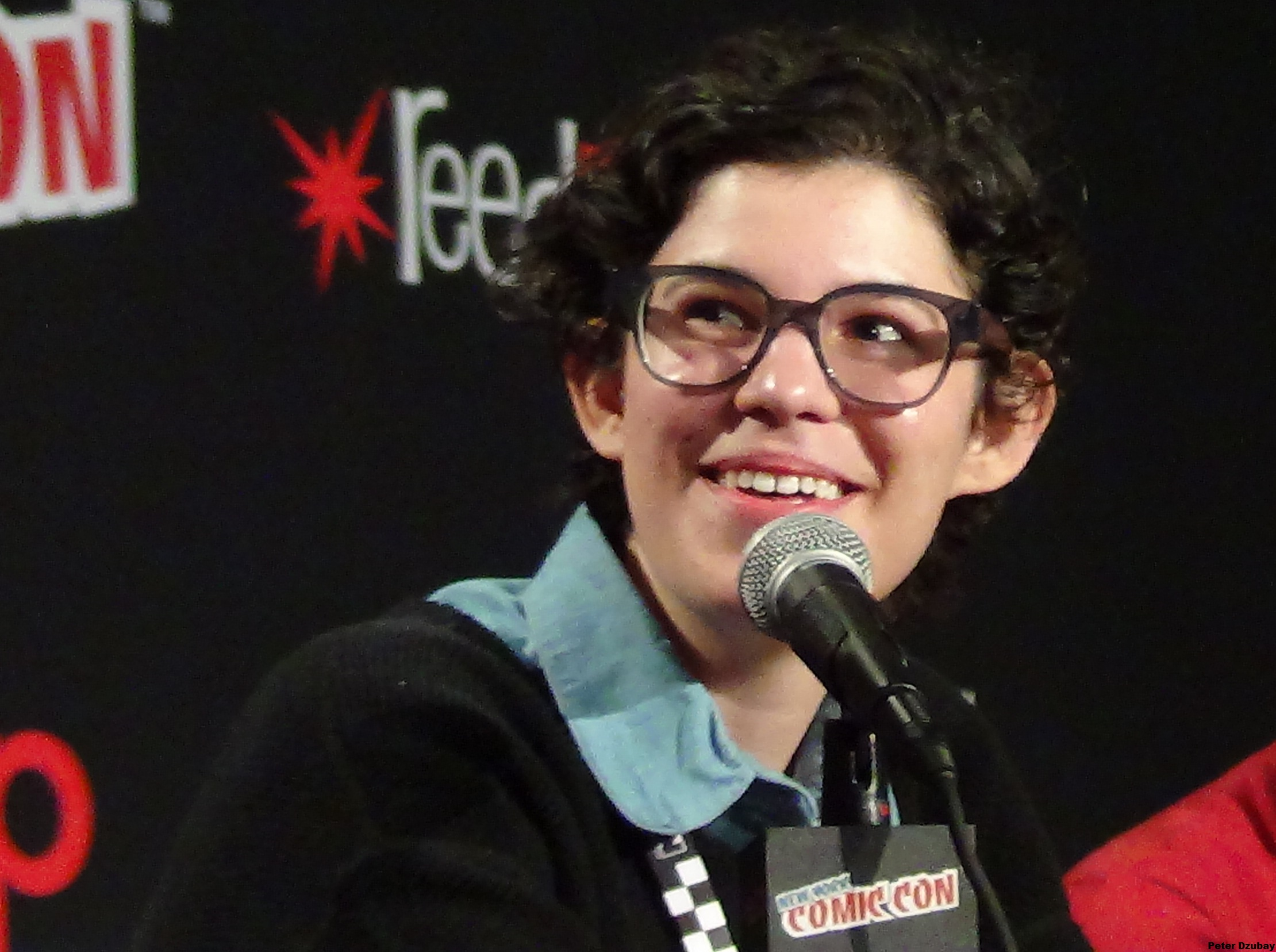
리베카 슈거는 미니시리즈의 노래를 작곡하며 작품에 복귀하였다.

2015년 2월 18일, 카툰 네트워크는 2015~16년 편성 프로그램으로 《어드벤처 타임》의 특별 미니시리즈를 제작할 것임을 공개했다. 카툰 네트워크는 《어드벤처 타임》의 전 크리에이티브 디렉터 패트릭 맥헤일(Patrick McHale)이 제작한 《숨겨진 숲의 비밀》의 성공 이후 미니시리즈 제작을 긍정적으로 검토하기 시작하였다. 2015년 뉴욕 코믹콘에서 무토는 마르셀린의 이야기를 다룬 이야기가 시즌 2 제작 중 처음 나왔다고 언급하였다 2020년 인터뷰에서 패트릭 맥헤일은 당시 나온 아이디어에 대해 다음과 같이 설명하였다. "제작 도중 문득 마르셀린과 얼음 대왕이 한 에피소드에서 함께 교류한 적이 없다는 사실을 깨닫게 되었다. 또한 우린 둘 다 1,000살이 넘은 것으로 설정한 바가 있었다. 이 점이 꽤 중요하다고 생각하여 마르셀린이 악마와 사람 사이의 딸이었다는 배경과 (뱀파이어로부터) 마르셀린과 얼음 대왕이 함께 인류를 구하는 이야기를 만들기 시작하였다."
8부작 미니시리즈 《Steakes》(더빙명 《마르셀린 이야기》)는 버블검 공주의 과학 프로젝트로 인해 마르셀린의 과거로부터 유령이 풀려나게 되는 이야기를 다루었다. 새 오프닝 시퀀스에서는 마르셀린의 성우 올리비아 올슨이 부른 기타 베이스의 주제가가 등장한다. 오프닝의 스토리보드는 톰 허피치가 맡았고, 애니메이션은 유아사 마사아키의 사이언스 사루(Science SARU)에서 제작하였다. 전 스토리보드 아티스트 리베카 슈거는 미니시리즈를 위한 신곡 〈Everything Stays〉를 작곡하며 작품에 복귀하였다. 추가로 슈거는 마르셀린의 어머니의 목소리 연기도 담당하였다.
한 인터뷰에서 스토리보드 작가 한나 니스트롬은 노래 〈Everything Stays〉의 탄생 비하인드에 대해 이야기하였다. 니스트롬은 동명의 에피소드를 작업하던 중 마르셀린과 어머니 사이의 자장가 장면을 연출하는데에 어려움을 겪었다. 이 사실을 무토에게 알렸고, 무토는 다시 슈거에게 이를 전달하며 이 장면에 맞는 노래를 써줄 수 있는지 요청하였다. 슈거는 어린 시절 정원에서 인형을 잃어버렸던 경험을 되살려 노래를 쓰기 시작하였다. 인형을 잃어버린지 1년 뒤 다시 찾은 인형의 한쪽 면은 햇빛에 바래있었고, 나머지 한쪽은 여전히 그대로였다. 슈거는 이에 대해 "인형은 더 나빠지거나 좋아진 것이 아니라, 단지 조금 달라졌을 뿐이었다. 혼자 남겨지거나 무슨 일이 일어나더라도 모든 것은 바뀌지만 여전히 제자리에 있다는 사실을 그때 처음으로 깨닫게 되었다."라고 말하였다. 2015년 샌디에이고 코믹콘에서 무토는 슈거가 작품에 복귀한 것이 기뻤다고 설명하면서, "마르셀린에 대해 다룬 미니시리즈였기 때문에 슈거의 노래 없이는 완벽하지 않았을 것이다."라고 언급하였다. 샌디에이고 코믹콘에서 슈거와 올슨은 라이브로 해당 노래를 선보였다.
시즌 1-4에서 배경 디자이너를 맡은 고스트슈림프(Ghostshrimp)는 이번 미니시리즈에서 70여 개의 배경 디자인을 다시 맡았다.

## 방영 및 반응

### 방영
지난 시즌과 마찬가지로 이번 시즌에서도 소위 "에피소드 폭탄"이라고 불리는 연속 방영이 이루어졌다. 2015년 11월 2일부터 6일에는 〈Bonnie & Neddy〉부터 〈Football〉까지 총 5회가 방영되었으며, 11월 16일부터 19일까지는 8부작 미니시리즈 《Steakes》가 방영되었다. 이듬해 2016년 1월 11일부터 15일에는 〈Angel Face〉부터 〈King's Ransom〉까지 5편이 연속 방영되었다. 《Steakes》의 미국 DVD 발매 하루 전날인 2016년 1월 18일, 카툰 네트워크는 《Steakes》를 88분 분량의 단독 영화로 편집하여 재방영하였다.

### 시청자 수
첫 화 〈Bonnie & Neddy〉는 107만 명이 시청하며 성인 18-49 연령대 닐슨 시청률에서 0.3을 기록하였다. 이는 동시간대 TV를 시청한 18세에서 49세 사이의 모든 가구 중 0.3%가 해당 에피소드를 시청하였다는 의미이다. 155만 명이 시청한 지난 시즌 마지막 화에 비해 약 48만 명의 감소세를 보였으며, 특히 첫 화와 대비하면 200만 명 가량의 하락을 기록하였다. 미니시리즈 《Stakes》는 비교적 높은 시청률을 기록하며 선방하였다. 첫 두에피소드는 187만 명의 시청자 수를 보였으며 닐슨 시청률 0.4를 기록하였다. 마지막 화 〈The Thin Yellow Line〉은 닐슨 시청률 0.28에 115만 명이 시청하며 역대 시즌 피날레 중 최저를 기록하였다. 추가로 모든 에피소드에서 200만 명 이하의 시청자 수를 기록한 첫 번째 시즌이 되었다.

### 반응 및 수상
《디 A.V. 클럽》의 올리버 사바(Oliver Sava)는 시즌 7의 모든 에피소드를 리뷰하였다. 사바는 《Stakes》에는 B 등급을 주었고 나머지 에피소드에는 'C' 2개, 'B' 9개, 'A' 7개를 부여하였다.
《io9》의 찰리 제인 앤더스(Charlie Jane Anders)는 미니시리즈 《Stakes》에 대해 변화라는 개념에 대한 흥미로운 숙고라고 말하며, 모든 것이 순환한다는 철학적인 아이디어가 마음에 들었다고 하였다. 또한 작품의 비주얼적인 측면에 대해 호평하며 "순수한 시각적인 예술의 영역의 한계까지 밀어붙이고 있는 것 같다."라고 언급하였다. 또한 핀이 아버지와 재회한 이후 작품이 더 이상 진행되지 못하고 정체되어 있다고 생각하는 일부 팬들에 대해 미니시리즈가 응답해준 것 같다고 말하였다. 또한 많은 비평가들의 슈거의 노래 〈Everything Stays〉에 대해 호평하였다. 《복스》(Vox)의 에밀리 세인트제임스(Emily St. James)는 《Stakes》 리뷰에서 "아동용 작품의 감정적인 성숙을 뽐내는 듯한" 성장물의 완벽한 예시라고 주장하였다. 그녀는 여러 개의 단편이 우연히 합쳐져서 더 큰 이야기가 되는 것 같아 작품 전체의 응집력이 떨어져 아쉽다고 말하며 "다소 투박하면서도 적절히 장대하다"라고 표현하였다. 작품이 전하고자 하는 메시지가 무엇인지에 대해서는 다음과 같이 말하였다. "변화는 좋은 것이다. 성장은 좋은 것이다. 다른 이의 성장을 돕는 것 역시 좋은 일이다. 그리고 변화가 필요할 때 다른 이를 받아들이는 것은 최선의 방법이다." 또한 많은 비평가들이 슈거의 노래 〈Everything Stays〉에 대해 호평하였다. 그러나 일부 평론가들은 미니시리즈가 기대에는 미치지 못했다면서 아쉬움을 표하기도 하였다.
2016년 개최된 제68회 프라임타임 에미상에서는 〈The Hall of Egress〉가 단편 애니메이션 부문에서 수상하였으며, 톰 허피치와 제이슨 코왈스키는 각각 〈The Dark Cloud〉와 〈Bad Jubies〉로 개인 부문에서 상을 수상하였다. 〈Bad Jubies〉는 애니상에서 최고의 TV 어린이 애니메이션 부문에서 상을 받았다. 커스틴 레포어와 제이슨 코왈스키는 해당 에피소드로 개인 부문 후보에 오르기도 하였다.

## 에피소드 목록
| 전체 번호 | 시즌 번호 | 제목 한국어판 제목                                                       | 슈퍼바이징 감독                | 작가                              | 본 방송 날짜     | 한국 방송 날짜   | 제작 번호 | 시청자 수 (100만) |
| --------- | --------- | ------------------------------------------------------------------------ | ------------------------------ | --------------------------------- | ---------------- | ---------------- | --------- | ----------------- |
| 200       | 1         | "Bonnie & Neddy" "보니와 네디"                                           | 안드레스 살라프                | 톰 허피치, 스티브 울프하드        | 2015년 11월 2일  | 2015년 12월 21일 | 1034-209  | 1.07              |
| 201       | 2         | "Varmints" "해충"                                                        | 엘리자베스 이토                | 크리스 무카이, 애덤 무토          | 2015년 11월 3일  | 2015년 12월 22일 | 1034-208  | 1.31              |
| 202       | 3         | "Cherry Cream Soda" "체리 크림 소다"                                     | 애덤 무토                      | 그레이엄 폴크                     | 2015년 11월 4일  | 2015년 12월 28일 | 1034-206  | 1.22              |
| 203       | 4         | "Mama Said" "엄마가 그렇대"                                              | 엘리자베스 이토                | 크리스 무카이, 켄트 오즈번        | 2015년 11월 5일  | 2015년 12월 29일 | 1034-218  | 1.16              |
| 204       | 5         | "Football" "풋볼"                                                        | 안드레스 살라프                | 에밀리 파트리지, 루크 피어슨      | 2015년 11월 6일  | 2016년 1월 4일   | 1034-207  | 1.26              |
| 205       | 6         | "Marceline the Vampire Queen" (《Steakes》 1부) "뱀파이어 여왕 마르셀린" | 안드레스 살라프                | 아코 카스투에라, 제시 모이니핸    | 2015년 11월 16일 | 2016년 1월 11일  | 1034-212  | 1.87              |
| 206       | 7         | "Everything Stays" (《Steakes》 2부) "모든 것은 그대로"                  | 엘리자베스 이토                | 애덤 무토, 한나 K. 니스트롬       | 2015년 11월 16일 | 2016년 1월 12일  | 1034-213  | 1.87              |
| 207       | 8         | "Vamps About" (《Steakes》 3부) "뱀파이어의 귀환"                        | 안드레스 살라프                | 톰 허피치, 스티브 울프하드        | 2015년 11월 17일 | 2016년 1월 18일  | 1034-214  | 1.82              |
| 208       | 9         | "The Empress Eyes" (《Steakes》 4부) "엠프레스의 눈"                     | 엘리자베스 이토                | 수 킴, 솜빌레이 제이어폰          | 2015년 11월 17일 | 2016년 1월 19일  | 1034-215  | 1.82              |
| 209       | 10        | "May I Come In?" (《Steakes》 5부) "똑 똑 똑"                            | 애덤 무토                      | 에밀리 파트리지, 루크 피어슨      | 2015년 11월 18일 | 2016년 1월 25일  | 1034-216  | 1.85              |
| 210       | 11        | "Take Her Back" (《Steakes》 6부) "위기의 마르셀린"                      | 안드레스 살라프                | 아코 카스투에라, 제시 모이니핸    | 2015년 11월 18일 | 2016년 1월 26일  | 1034-217  | 1.85              |
| 211       | 12        | "Checkmate" (《Steakes》 7부) "이제 그만"                                | 엘리자베스 이토                | 아코 카스투에라, 제시 모이니핸    | 2015년 11월 19일 | 2016년 2월 1일   | 1034-222  | 1.70              |
| 212       | 13        | "The Dark Cloud" (《Steakes》 8부) "먹구름"                              | 안드레스 살라프                | 톰 허피치, 스티브 울프하드        | 2015년 11월 19일 | 2016년 2월 2일   | 1034-219  | 1.70              |
| 213       | 14        | "The More You Moe, the Moe You Know" "비모의 모, 모의 비모"              | 안드레스 살라프엘리자베스 이토 | 톰 허피치, 스티브 울프하드        | 2015년 12월 3일  | 2016년 7월 26일  | 1034-224  | 1.20              |
| 214       | 15        | "The More You Moe, the Moe You Know" "비모의 모, 모의 비모"              | 안드레스 살라프엘리자베스 이토 | 톰 허피치, 스티브 울프하드        | 2015년 12월 3일  | 2016년 7월 26일  | 1034-228  | 1.20              |
| 215       | 16        | "Summer Showers" "한여름의 소나기"                                       | 엘리자베스 이토                | 그레이엄 폴크                     | 2016년 1월 7일   | 2016년 7월 25일  | 1034-223  | 1.10              |
| 216       | 17        | "Angel Face" "앤젤 페이스"                                               | 엘리자베스 이토                | 수 킴, 솜빌레이 제이어폰          | 2016년 1월 11일  | 2016년 2월 8일   | 1034-210  | 1.11              |
| 217       | 18        | "President Porpoise Is Missing!" "돌고래 대통령 실종 사건"               | 안드레스 살라프                | 샘 올던, 켄트 오즈번              | 2016년 1월 12일  | 2016년 2월 9일   | 1034-211  | 1.21              |
| 218       | 19        | "Blank Eyed Girl" "텅 빈 눈의 소녀"                                      | 안드레스 살라프                | 수 킴, 솜빌레이 제이어폰          | 2016년 1월 13일  | 2016년 10월 31일 | 1034-220  | 1.12              |
| 219       | 20        | "Bad Jubies" "먹구름 스타일"                                             | 커스틴 레포어g                 | 커스틴 레포어                     | 2016년 1월 14일  | 2016년 7월 19일  | 1034-205  | 1.22              |
| 220       | 21        | "King's Ransom" "건터의 몸값"                                            | 애덤 무토                      | 한나 K. 니스트롬, 안드레스 살라프 | 2016년 1월 15일  | 2016년 7월 20일  | 1034-221  | 1.12              |
| 221       | 22        | "Scamps" "사기"                                                          | 엘리자베스 이토                | 켄트 오즈번, 솜빌레이 제이어폰    | 2016년 1월 21일  | 2016년 7월 27일  | 1034-225  | 1.45              |
| 222       | 23        | "Crossover" "갈림길"                                                     | 안드레스 살라프                | 샘 올던, 제시 모이니핸            | 2016년 1월 28일  | 2016년 8월 1일   | 1034-226  | 1.13              |
| 223       | 24        | "The Hall of Egress" "이그레스의 방"                                     | 안드레스 살라프                | 톰 허피치                         | 2016년 3월 5일   | 2016년 8월 2일   | 1034-227  | 1.24              |
| 224       | 25        | "Flute Spell" "플루트 주문"                                              | 안드레스 살라프                | 샘 올던, 제시 모이니핸            | 2016년 3월 12일  | 2016년 8월 8일   | 1034-231  | 1.01              |
| 225       | 26        | "The Thin Yellow Line" "재주꾼 바나나 경비들"                            | 애덤 무토                      | KC 그린, 에밀리 파트리지          | 2016년 3월 19일  | 2016년 8월 10일  | 1034-233  | 1.15              |

- ^g 객원 감독(Guest director)

## 홈 미디어

### 미니시리즈
미니시리즈 《Stakes》의 DVD는 2016년 1월 19일 발매되었다.
| 《Stakes》                                                                   |                                                                              |                                                  |                                                  |
| 세부 정보                                                                    | 세부 정보                                                                    | 특별 부록                                        | 특별 부록                                        |
| - 에피소드 8편 - 디스크 1개 구성 - 1.78:1 종횡비 - 영어 자막 - 돌비 스테레오 | - 에피소드 8편 - 디스크 1개 구성 - 1.78:1 종횡비 - 영어 자막 - 돌비 스테레오 | - 애니매틱스 영상 - 데모 노래 - 제작 아트 갤러리 | - 애니매틱스 영상 - 데모 노래 - 제작 아트 갤러리 |
| 발매 날짜                                                                    |                                                                              |                                                  |                                                  |
| 지역 코드 1                                                                  | 지역 코드 4                                                                  | 지역 코드 A                                      | 지역 코드 B                                      |
| 2016년 1월 19일                                                              | 2016년 4월 6일                                                               | 미발매                                           | 미발매                                           |

### 전체 시즌
2017년 7월 17일 전체 에피소드를 담은 풀 시즌 DVD가 발매되었다. 이번 시즌은 처음으로 지역 코드 1용 블루레이가 발매되지 않았다.
| 《Adventure Time: The Complete Seventh Season》                                    |                                                                                    | | |
| 세부 정보                                                                          | 세부 정보                                                                          | 특별 부록 | 특별 부록 |
| - 에피소드 26편 - 디스크 2개 구성 - 1.78:1 종횡비 - 영어 자막 - 돌비 스테레오 지원 | - 에피소드 26편 - 디스크 2개 구성 - 1.78:1 종횡비 - 영어 자막 - 돌비 스테레오 지원 | - 미니소드 - 데모 노래 - 애니매틱스 영상 - 제작 아트 갤러리 - "Good Jubies: The Making of Bad Jubies" 영상 - "Behind the Title Card" 영상 | - 미니소드 - 데모 노래 - 애니매틱스 영상 - 제작 아트 갤러리 - "Good Jubies: The Making of Bad Jubies" 영상 - "Behind the Title Card" 영상 |
| 발매 날짜                                                                          |                                                                                    | | |
| 지역 코드 1                                                                        | 지역 코드 4                                                                        | 지역 코드 A | 지역 코드 B |
| 2017년 7월 18일                                                                    | 2017년 11월 22일                                                                   | 미발매 | 2017년 11월 22일 |